# Рупія Банда
Рупія Бвезані Банда (англ. Rupiah Bwezani Banda; нар. 13 лютого 1937 — пом. 11 березня 2022) — 4-й президент Замбії з 2 листопада 2008 по 23 вересня 2011 року. Був віце-президентом з жовтня 2006 року.

## Біографія
Рупія Банда народився у 1937 році в місті Міко в англійській колонії Південна Родезія (колишня назва Зімбабве). Після здобуття незалежності країни він досяг високих посад, і президент Леві Мванаваса запросив його на пост віце-президента.
Після інсульту, перенесеного президентом країни Леві Мванаваса 29 червня 2008 року, виконував обов'язки президента країни.
1 листопада 2008 року переміг на президентських виборах, набравши 40,1 % голосів. За його основного конкурента, лідера Патріотичного фронту Майкла Сата проголосували 38,1 % виборців. 2 листопада в Лусаці Рупія Банда склав присягу президента і головнокомандувача Республіки Замбія.
Однак вже 23 вересня 2011 року він в результаті виборів передав посаду президента країни лідеру Патріотичного фронту Майклу Сата. Навесні 2013 року він був заарештований за звинуваченням у перевищенні службових повноважень під час перебування на посаді президента.